# Brent Forrester
Brent Forrester es un escritor de televisión estadounidense, ganador de un premio Emmy y de un premio Writers Guild of America. Ha trabajado para The Ben Stiller Show, Los Simpson, Mr. Show with Bob and David, King of the Hill, The Office y Undeclared.
Tiene la reputación de ser una persona muy enérgica. Según Greg Daniels (cocreador de King of the Hill), cuando Forrester trabajaba para él, podía estar escribiendo durante muchísimas horas, sólo para sorprenderlo. Forrester también fue actor de voz, interpretando a León el adicto a las drogas en el episodio de King of the Hill "Junkie Business".

## Trabajos como escritor

### Episodios deLos Simpson
Forrester ha escrito (o coescrito) los siguientes episodios de la serie animada:
- "Homer vs. Patty & Selma" (26 de febrero de 1995)
- "Lemon of Troy" (14 de mayo de 1995)
- "22 Short Films About Springfield" [contribuyó] (14 de abril de 1996)
- "Homerpalooza" (19 de mayo de 1996)

### Episodios deMr. Show
Forrester ha coescrito (con Dino Stamatopoulos) los siguientes sketches de los siguientes episodios:
- "The Return of the Curse of the Creature's Ghost" (5 de diciembre de 1997) [sketch: "Pre-Taped Call-In Show"]
- "Rudy Will Await Your Foundation" (9 de noviembre de 1998) [sketch: "Audition"]

### Episodios deUndeclared
Forrester coescribió (con Judd Apatow) el siguiente episodio:
- "The Perfect Date" (19 de febrero de 2002)

### Episodios deThe Office
Forrester ha escrito o coescrito los siguientes episodios:
- "The Merger" (16 de noviembre de 2006)
- "Business School" (15 de febrero de 2007)
- "Product Recall" (26 de abril de 2007)
- "Did I Stutter?" (1 de mayo de 2008)